# Métrica de Friedmann-Lemaître-Robertson-Walker
La métrica de Friedmann-Lemaître-Robertson-Walker o modelo FLRW es una solución exacta de las ecuaciones de campo de Einstein de la relatividad general. Describe un universo en expansión (o contracción), homogéneo e isótropo. Según las preferencias geográficas o históricas en el nombre de esta métrica se utiliza algún subconjunto de los nombres de los científicos Alexander Friedmann, Georges Lemaître, Howard Percy Robertson (Howard P. Robertson) y Arthur Geoffrey Walker.

## Forma de la métrica
La métrica FLRW empieza con la suposición de homogeneidad e isotropía. También asume que el componente espacial de la métrica puede ser dependiente del 
tiempo. En unidades en las que c = 1, la métrica general que cumple estas condiciones es:

(1){\displaystyle \mathrm {d} s^{2}=-\mathrm {d} t^{2}+{a(t)}^{2}\left({\frac {\mathrm {d} r^{2}}{1-kr^{2}}}+r^{2}\mathrm {d} \theta ^{2}+r^{2}\sin ^{2}\theta \,\mathrm {d} \phi ^{2}\right)}

Donde {\displaystyle k} describe la curvatura y es constante en el tiempo y {\displaystyle a(t)} es el factor de escala y es explícitamente dependiente del tiempo y las unidades naturales son utilizadas estableciendo la velocidad de la luz a la unidad. Las ecuaciones del campo de Einstein no se utilizan en esta solución: la métrica se obtiene de las propiedades geométricas de homogeneidad e isotropía. La forma específica de {\displaystyle a(t)} necesita conocer las ecuaciones del campo y la definición de la ecuación de densidad de estado, {\displaystyle \rho (a)}.

### Normalización
La métrica deja alguna posibilidad de normalización. Una elección común es considerar el factor de escala actual como la unidad ({\displaystyle a(t_{0})\equiv 1}). En esta elección la coordenada {\displaystyle r} es dimensional al igual que {\displaystyle k}. En esta aproximación {\displaystyle k} no es igual a ±1 o 0 sino que {\displaystyle k=H_{0}^{2}\left(\Omega _{0}-1\right)}.
Otra posibilidad es especificar que {\displaystyle k} es ± 1 o 0. De esto se obtiene que {\displaystyle k/a(t_{0})^{2}=H_{0}^{2}\left(\Omega _{0}-1\right)} donde el factor de escala ahora es dimensional y la coordenada {\displaystyle r} es adimensional.
La métrica frecuentemente se escribe de una manera de curvatura normalizada mediante la transformación

{\displaystyle \chi ={\begin{cases}{\sqrt {k}}^{\,-1}\sin ^{-1}\left({\sqrt {k}}\,r\right),&k>0\\r,&k=0\\{\sqrt {|k|}}^{\,-1}\sinh ^{-1}\left({\sqrt {|k|}}\,r\right),&k<0.\end{cases}}}

En coordenadas normalizadas en curvatura la métrica se convierte en:

(2){\displaystyle \mathrm {d} s^{2}=-\mathrm {d} t^{2}+a(t)^{2}\left[\mathrm {d} \chi ^{2}+S_{k}^{2}(\chi )\left(\mathrm {d} \theta ^{2}+\sin ^{2}\theta \,\mathrm {d} \phi ^{2}\right)\right]}

Donde:

{\displaystyle S_{k}(\chi )={\begin{cases}{\sqrt {k}}^{\,-1}\sin \left({\sqrt {k}}\,\chi \right)&k>0\\\chi &k=0\\{\sqrt {|k|}}^{\,-1}\sinh \left({\sqrt {|k|}}\,\chi \right)&k<0\end{cases}}}

Esta elección asume que el factor de escala es adimensional pero puede convertirse fácilmente a la {\displaystyle k\,} normalizada.
La distancia comóvil es la distancia a un objeto con velocidad peculiar cero. En la curvatura normalizada la coordenada es {\displaystyle \chi }. La distancia propia es la distancia física a un punto en el espacio en un instante de tiempo. La distancia propia es {\displaystyle a(t)\,\chi }.

## Propiedades generales del espacio-tiempo de FLRW

### Contenido material
La solución dada por la métrica FLRW, describe un universo lleno de un fluido ideal con densidad y presión dada por las ecuaciones de Friedmann. Es una solución de las ecuaciones del campo de Einstein {\displaystyle G_{\mu \nu }-\Lambda g_{\mu \nu }=8\pi T_{\mu \nu }} dando las ecuaciones de Friedmann cuando el tensor momento energía se supone de la misma manera que es isótropo y homogéneo. En unidades en las que c = 1, las ecuaciones resultantes son:

(3){\displaystyle {\frac {{\dot {a}}^{2}}{a^{2}}}+{\frac {k}{a^{2}}}-{\frac {\Lambda }{3}}={\frac {8\pi G}{3}}\rho }

(4){\displaystyle 2{\frac {\ddot {a}}{a}}+{\frac {{\dot {a}}^{2}}{a^{2}}}+{\frac {k}{a^{2}}}-\Lambda =-8\pi Gp}

Donde:
{\displaystyle k\in \{-1,0,1\}} es el signo de la curvatura espacial.
{\displaystyle a\,} es el factor de escala, a partir del cual puede calcularse el tamaño del universo observable.
{\displaystyle \Lambda \,} es la constante cosmológica
{\displaystyle G\,} es la constante de la gravitación universal
{\displaystyle \rho ,p\,} son la densidad y la presión de la materia interestelar.
Estas ecuaciones sirven como una primera aproximación del modelo cosmológico convencional del Big Bang incluyendo el actual modelo Lambda-CDM. 
Debido a que la métrica FLRW exacto describe un universo perfectamente homogéneo, algunas fuentes afirman erróneamente que el modelo del Big Bang basado en la métrica FLRW no puede dar cuenta de la grumosidad observada del universo. En un modelo FLRW estricto, no hay cúmulos galácticos o acumulaciones de estrellas, ya que esas estructuras constituyen inhomogeneidades. No obstante, la FLRW se utiliza como una primera aproximación para la evolución del universo porque es simple y los modelos que calculan la grumosidad del universo se añaden al FLRW como extensiones. Muchos cosmólogos están de acuerdo con que el universo observable se aproxima de manera fiel a un modelo quasi-FLRW, es decir, un modelo que utiliza la métrica FLRW a partir de las fluctuaciones de la densidad primigenia. Hasta 2003, las implicaciones teóricas de las varias extensiones del FLRW parecían estar bien comprendidas y el objetivo es hacer estas consistentes con las observaciones del COBE y del WMAP. Una consecuencia de las ecuaciones de Friedmann es que la siguiente magnitud {\displaystyle E}, que tiene unidades de energía, se mantiene constante:

{\displaystyle E={\frac {{\dot {a}}^{2}}{2}}-{\frac {4\pi G}{3}}\rho a^{2}-{\frac {\Lambda }{6}}a^{2}=-{\frac {k}{2}}}

### Geodésicas
El movimiento libre de las partículas en un universo, es decir, las trayectorias que siguen a medida que el espacio-tiempo entero evoluciona vienen dadas por las líneas geodésicas calculables a partir de la métrica:

{\displaystyle {\begin{matrix}{\ddot {t}}+{\cfrac {{a'}_{t}}{2c^{2}}}\left[{\dot {r}}^{2}+{\bar {r}}^{2}\left({\dot {\theta }}^{2}+\sin ^{2}\theta {\dot {\varphi }}^{2}\right)\right]=0&\qquad {\ddot {r}}+{\cfrac {{{\dot {a}}'}_{t}}{a}}+{\dot {r}}{\dot {t}}-{\bar {r}}{{\bar {r}}'}_{r}\left[{\dot {\theta }}^{2}+\sin ^{2}\theta {\dot {\varphi }}^{2}\right]=0\\\\{\ddot {\theta }}+{\cfrac {{{\dot {a}}'}_{t}}{a}}{\dot {\theta }}{\dot {t}}+{\cfrac {{\bar {r}}_{r}}{2{\bar {r}}}}{\dot {\theta }}{\dot {r}}-\sin \theta \cos \theta {\dot {\varphi }}^{2}=0&{\ddot {\varphi }}+{\cfrac {{{\dot {a}}'}_{t}}{a}}{\dot {\varphi }}{\dot {t}}+{\cfrac {{\bar {r}}_{r}}{2{\bar {r}}}}{\dot {\varphi }}{\dot {r}}+2\tan \theta {\dot {\varphi }}{\dot {\theta }}=0\end{matrix}}}

Puede comprobarse que los llamados observadores galácticos que se mueven junto con la materia que provoca la curvatura del espacio-tiempo dada por:

{\displaystyle t(\tau )=\tau ,\quad r(\tau )=r_{0}\quad \theta (\tau )=\theta _{0},\quad \varphi (\tau )=\varphi _{0}}

Son líneas geodésicas.

### Tensor de Riemann
De las potencialmente 55 componentes independientes del tensor de Riemann, en las mismas coordenadas usadas en la métrica (2), el tensor de Riemann se puede escribir a partir de como máximo seis componentes diferentes de cero:

{\displaystyle {\begin{matrix}R_{0101}=a{\ddot {a}}&R_{0202}=a{\ddot {a}}S_{k}^{2}&R_{0303}=a{\ddot {a}}Sk^{2}\sin ^{2}\theta \\R_{1212}=a^{2}S_{k}\sin ^{2}\theta (S_{k}''-S{\dot {a}}^{2})&R_{1313}=a^{2}S_{k}(S_{k}''-S{\dot {a}}^{2})&R_{2323}=a^{2}S_{k}^{2}\sin ^{2}\theta (1+S_{k}^{2}{\dot {a}}^{2}-{S_{k}'}^{2})\end{matrix}}}

### Grupo de isometría
Para cualquier valor de los parámetros la métrica FLRW define un universo espacialmente isótropo y homogéneo, aunque no existe ninguna simetría respecto al tiempo, eso hace que el grupo de isometría sea precisamente el grupo de simetría de un espacio isótropo y homogéneo de curvatura uniforme. Ese grupo es un grupo de Lie de dimensión 6, para el caso de un espacio plano (k = 0) ese grupo es precisamente: {\displaystyle \mathbb {R} ^{3}\times SO(3)}

## Modelos cosmológicos basados en la métrica FLRW
La métrica FLRW se utiliza como primera aproximación para el modelo cosmológico del universo a partir del big bang. Dado que FLRW asume homogeneidad, se ha especulado erróneamente que el modelo del big bang no puede  explicar las variaciones de temperatura del universo en diferentes escalas. Actualmente la FLRW se utiliza como primera aproximación para la evolución del universo debido a que  es  simple calcular y se puede extender de manera que modele las variaciones de temperatura del universo en diferentes escalas. Desde 2003, se conocen las implicaciones teóricas de diferentes extensiones de la métrica FLRW y se trabaja en hacerlas consistentes con la evidencia observacional obtenida de  COBE y WMAP.

### Interpretación
Las ecuaciones (3) y (4) son equivalentes al siguiente par de ecuaciones:

{\displaystyle {\dot {\rho }}=-3{\frac {\dot {a}}{a}}(p+\rho )}

{\displaystyle {\frac {\ddot {a}}{a}}=-4\pi G({1 \over 3}\rho +p)+{1 \over 3}\Lambda }

con {\displaystyle k\;} haciendo de constante de integración para la segunda ecuación.
La primera ecuación se puede obtener a partir de consideraciones termodinámicas y es equivalente a la primera ley de la termodinámica, suponiendo que la expansión del universo es un proceso adiabático (que es asumido implícitamente en la obtención de la métrica Friedmann-Lemaître-Robertson-Walker).
La segunda ecuación dice que la densidad de energía y la presión causan que la tasa de expansión del universo {\displaystyle {\dot {a}}} no disminuya, p.ej. ambas causan una deceleración en la expansión del universo. Esto es una consecuencia de la gravedad, con la presión jugando un papel similar a esa densidad de energía (masa), de acuerdo con los principios de la relatividad general. La constante cosmológica, por otra parte, causa una aceleración en la expansión del universo.

### El término cosmológico constante
El término de la constante cosmológica se puede omitir si reemplazamos los siguientes términos:

{\displaystyle \rho \rightarrow \rho +{\frac {\Lambda }{8\pi G}}\qquad p\rightarrow p-{\frac {\Lambda }{8\pi G}}}

Por tanto, la constante cosmológica se puede interpretar como que es una forma de energía que tiene una presión negativa, igual en magnitud a esta  densidad de energía (positiva):

{\displaystyle p=-u\;}

Tal forma de energía, una generalización de la noción de una constante cosmológica, es conocida como energía oscura.

De hecho, para obtener un término que causa una aceleración de la expansión del Universo, es suficiente tener un campo escalar que satisfaga

{\displaystyle p=-{\frac {u}{3}}}

Tal campo algunas veces es llamado quintaesencia.

### Aproximación newtoniana
Hasta cierto punto, las ecuaciones anteriores ((3) y (4) ) se pueden aproximar utilizando la mecánica clásica. Para valores del factor de escala a(t) suficientemente grandes, el universo es aproximadamente plano en el sentido de que el término de densidad (proporcional a {\displaystyle a^{-3}} para la materia o materia oscura o {\displaystyle a^{-4}} para la radiación) en mucho mayor que el término de curvatura {\displaystyle {k \over a^{2}}} y este se puede despreciar. El término de la constante cosmológica también es relativamente pequeño y se puede despreciar y entonces la primera de las ecuaciones se transforma simplemente en:

(*){\displaystyle {1 \over 2}{{\dot {a}}^{2}}\approx {\frac {8G\pi }{3}}a^{2}\rho }

Esta ecuación puede ser interpretada de hecho como la ley de la conservación de la energía clásica newtoniana:
1. El universo tiene una masa {\displaystyle M} proporcional a {\displaystyle a^{3}\rho \;} y, por tanto, su energía potencial es proporcional a {\displaystyle -GM^{2}/a=-GM\rho a^{2}\;}.
2. La energía cinética del universo por otro lado es proporcional a {\displaystyle M{\dot {a}}^{2}/2}

La suma de energía cinética más energía potencial multiplicada por una cierta constante es precisamente la ecuación (*):

{\displaystyle {1 \over 2}M{{\dot {a}}^{2}}-CMa^{2}G\rho =0}

Siendo C una cierta constante de proporcionalidad que debe tomarse igual a {\displaystyle 8\pi /3} para ser consistente con el resultado de la ecuación (*).
Nótese que en las etapas muy primigenias del universo, esta aproximación no es adecuada por varias razones. Por ejemplo, durante la inflación cósmica el término de la constante cosmológica domina las ecuaciones del movimiento. Incluso antes, durante la época de Planck, no se pueden despreciar los efectos cuánticos.

## Nombre e Historia
Los principales resultados del modelo FLRW fueron obtenidos primero por el físico soviético Alexander Friedmann entre 1922–1924. Aunque su trabajo se publicó en la prestigiosa revista física Zeitschrift für Physik, pasó relativamente desapercibido para sus contemporáneos. Friedmann comunicó sus resultados directamente a Einstein, que confirmó que el modelo era correcto matemáticamente pero erró al apreciar el significado físico de las predicciones de Friedmann.
Friedmann murió en 1925. En 1927, el sacerdote Georges Lemaître, un matemático, físico y astrónomo belga, profesor a tiempo parcial de la Universidad Católica de Lovaina, llegó a resultados similares independientemente de Friedmann y los publicó en los Anales de la Sociedad Científica de Bruselas. Frente a las pruebas observacionales de la expansión del universo obtenidas por Edwin Hubble a finales de los años 1920, los resultados de Lemaître fueron percibidos y en 1930–1931 su artículo fue traducido al inglés y publicado en Nature. 
Howard P. Robertson de EE. UU. y Arthur Geoffrey Walker de Gran Bretaña exploraron el problema profundamente en los años 1930. En 1935 Robertson y Walker probaron rigurosamente que la métrica FLRW es la única en una banda lorentziana que es homogénea e isótropa (como se expone arriba, es decir, un resultado geométrico y no está ligado específicamente a las ecuaciones de la relatividad general, que siempre eran supuestamente ciertas por Friedman y Lemaître).
Debido al hecho de que la dinámica del modelo FLRW fue obtenida por Friedmann y Lemaître, los siguientes dos nombres son omitidos a veces por los científicos de fuera de EE. UU. Por el contrario, los físicos de EE. UU. frecuentemente se refieren a ella simplemente como la métrica "Robertson-Walker". El título completo con los cuatro nombres es más democrático y es utilizado frecuentemente. A menudo, la métrica "Robertson-Walker" es llamada de esta manera ya que ellos probaron sus propiedades genéricas, es distinguida de los modelos dinámicos de "Friedmann-Lemaître", soluciones específicas para a(t) que suponen que solo las contribuciones de energía de stress son materia fría, radiación y una constante cosmológica.

## El radio del universo de Einstein
El radio del universo de Einstein es el radio de curvatura del espacio del universo estático de Einstein, un modelo estático enormemente abandonado que se supuso representaba nuestro universo de una forma idealizada. Poniendo {\displaystyle {\dot {a}}={\ddot {a}}=0} en la ecuación de Friedman, el radio de curvatura del espacio de este Universo (el radio de Einstein) es:

{\displaystyle R_{E}=c/{\sqrt {4\pi G\rho }}}

donde {\displaystyle c} es la velocidad de la luz, {\displaystyle G} es la constante gravitacional newtoniana y {\displaystyle \rho } es la densidad del espacio del universo. El valor numérico del radio de Einstein es del orden de 1010 años luz.